# Військові навчальні заклади України
Військові навчальні заклади України — система підготовки військових фахів, що створена в Україні, є складником державної системи освіти. У системі військової освіти 12 ВВНЗ та ВПН ЗВО (2 університети, 4 академії, 6 військових інститутів); кафедри військової підготовки (5 – офіцерів кадру, 26 – офіцерів запасу). Три заклади мають статус «Національний».

## Вищі військові навчальні заклади
- Національний університет оборони України (м. Київ), в тому числі:[2]
  - Інститут державного військового управління
  - Командно-штабний інститут застосування військ (сил)
  - Інститут авіації та протиповітряної оборони
  - Інститут оперативного забезпечення та логістики
  - Інститут інформаційних технологій
  - Гуманітарний інститут
  - Навчально-науковий інститут фізичної культури та спортивно-оздоровчих технологій
  - Науково-методичний центр організації освітньої діяльності
  - Науково-методичний центр організації наукової та науково-технічної діяльності
  - Навчально-науковий центр міжнародної миротворчої діяльності
  - Навчально-науковий центр іноземних мов
  - Центр перепідготовки та підвищення кваліфікації
  - Центр імітаційного моделювання
  - Науковий центр дистанційного навчання
  - Центр воєнно-стратегічних досліджень
  - Кафедра військової підготовки
  - Науково-дослідний центр воєнної історії
  - Науковий центр проблем запобігання корупції у секторі безпеки та оборони
- Харківський національний університет повітряних сил імені Івана Кожедуба (м. Харків)
- Українська військово-медична академія (м. Київ)
- Воєнно-дипломатична академія імені Євгенія Березняка (м.Київ)
- Національна академія сухопутних військ імені гетьмана Петра Сагайдачного (м. Львів)
  - Інститут морально-психологічного забезпечення ЗСУ[3]
- Військова академія (м. Одеса)
- Військовий інститут телекомунікацій та інформатизації імені Героїв Крут (м. Київ)
  - 5-ті Курси перепідготовки та підвищення кваліфікації[4]
- Військовий інститут Київського національного університету імені Тараса Шевченка (м. Київ)
- Житомирський військовий інститут імені С. П. Корольова (м. Житомир)
- Інститут військово-морських сил Національного університету «Одеська морська академія» (м. Одеса)
- Військовий інститут танкових військ імені Верховної Ради України Національного технічного університету «Харківський політехнічний інститут»
- Військово-юридичний інститут Національного юридичного університету імені Ярослава Мудрого (переформування 2019)[5]

Інші
- Національний університет цивільного захисту України (м. Харків)
- Національна академія Державної прикордонної служби України імені Богдана Хмельницького (м. Хмельницький)
- Національна академія Національної гвардії України (м. Харків)
- Київський інститут Національної гвардії України (м. Київ)
- Національна академія Служби безпеки України (м. Київ)
- Інститут Служби безпеки України Національного юридичного університету імені Ярослава Мудрого (м. Харків)
- Академія Державної пенітенціарної служби України (м. Чернігів)
- Інститут спеціального зв'язку та захисту інформації Національного технічного університету України «Київський політехнічний інститут імені Ігоря Сікорського» (м. Київ)
- Інститут служби зовнішньої розвідки України

## Військові навчальні підрозділи закладів вищої освіти[6]
- Факультет підготовки офіцерів запасу Національного університету оборони України[7]
- Факультет військової підготовки Національного авіаційного університету
- Факультет військової підготовки Національного університету біоресурсів і природокористування України
- Факультет військової підготовки Харківського національного технічного університету будівництва і архітектури
- Факультет військової підготовки Кам'янець-Подільський національний університет імені Івана Огієнка[8]
- Кафедра військової підготовки Сумського державного університету
- Кафедра військової підготовки Національного університету державної податкової служби України
- Кафедра військової підготовки Академії муніципального управління
- Кафедра військової підготовки Київського національного університету технологій та дизайну
- Кафедра військової підготовки Національного транспортного університету
- Кафедра військової підготовки Національної металургійної академії України
- Кафедра військової підготовки Національного гірничого університету України
- Кафедра військової підготовки Дніпровського національного університету імені Олеся Гончара
- Кафедра військової підготовки Дніпропетровського національного університету залізничного транспорту імені академіка В. Лазаряна
- Кафедра військової підготовки Запорізького національного технічного університету
- Кафедра військової підготовки Івано-Франківського національного технічного університету нафти та газу
- Кафедра військової підготовки Кіровоградської льотної академії України
- Кафедра військової підготовки Миколаївського національного університету імені В. О. Сухомлинського
- Кафедра військової підготовки Одеського національного медичного університету імені М. І. Пирогова
- Кафедра військової підготовки Національного університету «Одеська морська академія»
- Кафедра військової підготовки Одеської національної академії зв'язку
- Кафедра військової підготовки Національного університету «Одеська юридична академія»
- Кафедра військової підготовки Одеської державної академії будівництва та архітектури
- Кафедра військової підготовки Одеського державного екологічного університету
- Кафедра військової підготовки Тернопільського державного медичного університету імені І. Я. Горбачевського
- Кафедра військової підготовки Тернопільського національного економічного університету
- Кафедра військової підготовки Національного університету водного господарства та природокористування
- Кафедра військової підготовки Харківського національного автомобільно-дорожного університету
- Кафедра військової підготовки Харківського національного університету радіоелектроніки
- Кафедра військової підготовки Чернівецького національного університету імені Юрія Федьковича
- Кафедра військової підготовки Подільського державного аграрно-технічного університету
- Кафедра військової підготовки Національного технічного університету України «Київський політехнічний інститут» імені Ігоря Сікорського
- Кафедра військової підготовки Луцького національного технічного університету
- Кафедра військової підготовки Львівського державного університету безпеки життєдіяльності
- Кафедра військової підготовки Національного університету цивільного захисту України
- Кафедра військової підготовки Національної академії внутрішніх справ
- Кафедра військової підготовки Полтавського національного технічного університету імені Юрія Кондратюка
- Кафедра військової підготовки Прикарпатського національного університету імені Василя Стефаника
- Кафедра військової підготовки Ужгородського національного університету
- Кафедра військової підготовки Черкаського національного університету імені Богдана Хмельницького імені Богдана Хмельницького
- Кафедра військової підготовки Академії Державної пенітенціарної служби України[9]
- Кафедра військової підготовки Приазовського державного технічного університету[9][10]
- Кафедра військової підготовки Вінницького національного аграрного університету[11][12]

### Медицина катастроф та військова медицина
- Факультет підготовки лікарів для Збройних Сил України Національного медичного університету імені О. О. Богомольця
- Кафедра медицини катастроф та військової медицини Буковинського державного медичного університету
- Кафедра медицини катастроф та військової медицини Вінницького національного медичного університету імені М. І. Пирогова
- Кафедра медицини катастроф та військової медицини Дніпропетровської медичної академії
- Кафедра медицини катастроф та військової медицини Івано-Франківського національного медичного університету
- Кафедра медицини катастроф та військової медицини Львівського національного медичного університету імені Данила Галицького
- Кафедра медицини катастроф та військової медицини Одеського національного медичного університету
- Кафедра медицини катастроф та військової медицини Української медичної стоматологічної академії

### Розформовані
- Кафедра військової підготовки Східноукраїнського національного університету імені Володимира Даля
- Кафедра військової підготовки Донецького національного технічного університету
- Кафедра військової підготовки Державного університету телекомунікацій (2017-2019)[13]
- Кафедра військової підготовки Херсонського державного університету (2017-2019)[13]

## Військові коледжі
- Відділення військової підготовки Фахового коледжу морського транспорту Національного університету «Одеська морська академія» (м. Одеса)
- Відділення підготовки помічників лікарів для Збройних Сил України Вінницького медичного коледжу імені Д. К. Заболотного
- Військовий коледж сержантського складу Національної академії сухопутних військ імені гетьмана П. Сагайдачного (м. Львів)
- Військовий коледж сержантського складу Харківського національного університету повітряних сил імені Івана Кожедуба (м. Харків)
- Військовий коледж сержантського складу Кам'янець-Подільського національного університету імені Івана Огієнка (м. Кам'янець-Подільський)
- Військовий коледж сержантського складу Військового інституту телекомунікацій та інформатизації (м. Полтава)
- Військовий коледж сержантського складу Національного технічного університету «Харківський політехнічний інститут» (м. Харків)

з посиленою військовою та фізичною підготовкою
- Київський професійний коледж з посиленою військовою та фізичною підготовкою (м. Київ)
- Тернопільський професійний коледж з посиленою військовою та фізичною підготовкою (м. Збараж)
- Вінницьке вище професійне училище департаменту поліції охорони[14]
- Рівненське вище професійне училище департаменту поліції охорони[15]

Інші
- Військова школа імені Євгена Коновальця
- Хорунжа школа імені Миколи Сціборського

## Підготовчі військові навчальні заклади

### Військові ліцеї
- Київський військовий ліцей імені Івана Богуна (м. Київ)
- Червоноградський військовий ліцей Національної академії сухопутних військ імені гетьмана Петра Сагайдачного (м. Червоноград)
- Військово-морський ліцей імені віце-адмірала Володимира Безкоровайного (м. Одеса)

### З посиленою військово-фізичною підготовкою
державні
- Державна гімназія-інтернат з посиленою військово-фізичною підготовкою «Кадетський корпус» (м. Харків)
- Державний ліцей-інтернат з посиленою військово-фізичною підготовкою «Кадетський корпус» імені І. Г. Харитоненка (м. Суми)

комунальні
- Львівський ліцей з посиленою військово-фізичною підготовкою імені Героїв Крут (м. Львів)
- Волинський обласний ліцей з посиленою військово-фізичною підготовкою імені Героїв Небесної Сотні (м. Луцьк)
- Запорізький обласний ліцей-інтернат з посиленою військово-фізичною підготовкою «Захисник» (м. Запоріжжя)
- Кам'янець-Подільський ліцей з посиленою військово-фізичною підготовкою (м. Кам'янець-Подільський)
- Криворізький ліцей-інтернат з посиленою військово-фізичною підготовкою (м. Кривий Ріг)
- Закарпатський обласний ліцей-інтернат з посиленою військово-фізичною підготовкою (м. Мукачево)
- Одеський ліцей з посиленою військово-фізичною підготовкою (м. Одеса)
- Острозький обласний ліцей-інтернат з посиленою військово-фізичною підготовкою (м. Острог)
- Кременчуцький ліцей з посиленою військово-фізичною підготовкою (м. Кременчук)
- Прикарпатський військово-спортивний ліцей-інтернат (м. Надвірна)
- Ліцей з посиленою військово-фізичною підготовкою «Патріот» (смт Есхар)
- Чернігівський ліцей з посиленою військово-фізичною підготовкою (м. Чернігів)
- Буковинський ліцей-інтернат з посиленою військово-фізичною підготовкою (м. Новодністровськ)
- Дніпровський ліцей з посиленою військово-фізичною підготовкою (м. Дніпро)
- Коропецький обласний ліцей-інтернат з посиленою військово-фізичною підготовкою (c. Коропець)
- Шепетівський ліцей з посиленою військово-фізичною підготовкою (м. Шепетівка)
- Ліцей-інтернат №23 «Кадетський корпус» з посиленою військово-фізичною підготовкою (м. Київ)
- Луганський обласний ліцей-інтернат «Кадетський корпус імені героїв Молодої гвардії» (м. Кремінна)
- Тульчинський ліцей з посиленою військово-фізичною підготовкою (м. Тульчин)
- Ізмаїльський військово-морський ліцей з посиленою військово-фізичною підготовкою (м. Ізмаїл)
- Ліцей з посиленою військово-фізичною підготовкою «Сокіл» (м. Кропивницький)
- Чернівецький військово-спортивний ліцей-інтернат (м. Чернівці)
- Миколаївський ліцей з посиленою військово-фізичною підготовкою (м. Миколаїв)[16][17][18][19][20][21][22][23]
- Херсонський ліцей з посиленою військово-фізичною підготовкою (м. Нова Каховка)[24][25][26]
- Полтавський ліцей з посиленою військово-фізичною підготовкою (м. Полтава)
- Глухівський ліцей-інтернат з посиленою військово-фізичною підготовкою (м. Глухів)

### Інші
- Юридичний ліцей імені Ярослава Кондратьєва Національної академії внутрішніх справ[27]
- Кримський козацький ліцей з посиленою військово-фізичною підготовкою[28]

### Розформовані
- Донецький ліцей з посиленою військово-фізичною підготовкою імені Г. Т. Берегового (м. Донецьк, з 2014 року в окупації)
- Кримський республіканський ліцей-інтернат з посиленою військово-фізичною підготовкою (c. Шкільне, з 2014 року в окупації)

## Навчально-тренувальні центри
- 8 навчальний Чернігівський центр Держспецтрансслужби України
- 25-й навчальний центр ВСП
- 38-й об'єднаний навчальний центр Повітряних сил
- 41-й навчальний технічний центр Повітряних сил[29]
- 142-й навчально-тренувальний центр ССО
- 169-й навчальний центр «Десна»
- 179-й об'єднаний навчально-тренувальний центр військ зв'язку
- 180 навчальний центр військ радіаційного, хімічного та біологічного захисту
- 184 навчальний центр академії Сухопутних військ
- 190 навчальний центр Житомирського військового інституту
- 197 центр підготовки сержантського складу СВ
- 198 навчальний центр ВМС
- 199 навчальний центр ДШВ
- 201 навчальний центр ГУОЗ
- 202 центр підготовки сержантського складу ПС
- 203 центр підготовки сержантського складу ВМС
- 205 навчальний центр тактичної медицини
- 235 загальновійськовий полігон («Широкий Лан»)
- 239-й загальновійськовий полігон смт Черкаське[30]
- 241-й навчальний центр морської піхоти
- Міжнародний центр миротворчості та безпеки (Яворівський полігон)
- Миколаївський спеціалізований центр бойової підготовки авіаційних фахівців
- Міжвидовий центр підготовки підрозділів ракетних військ та артилерії[31]
- Центр підготовки підрозділів протиповітряної оборони Сухопутних військ[31]
- навчальний авіаційний полігон «Поворськ» в/ч А1547 (Поворськ)[32][33][34]

## Розформовані
- Військовий інженерний інститут Подільського державного університету[35]
- Миколаївський військовий автомобільний коледж[35] в/ч А2739
- Васильківський коледж Національного авіаційного університету[35]
- Академія військово-морських сил імені П. С. Нахімова
- Військовий коледж сержантського складу Академії військово-морських сил імені П. С. Нахімова

## Радянські
Тут подано перелік ВВНЗ на момент розпаду СРСР, які знаходились на території України.

#### 10-те Головне управління ГШ ЗС СРСР[ru]
1. Одеське вище військове об'єднане командно-інженерне орденів Вітчизняної війни і Дружби народів училище протиповітряної оборони (Одеса)
2. Одеське вище військове об'єднане Червонопрапорне училище (Одеса)
3. 165-й навчальний центр з підготовки іноземних військовослужбовців (Перевальне)

### Головне політичне управління Радянської армії та Військово-морського флоту
- Військово-політичні

1. Донецьке вище військово-політичне училище інженерних військ і військ зв'язку імені генерала армії О. О. Єпішева (Донецьк)
2. Київське вище військово-морське політичне училище (Київ)
3. Львівське вище військово-політичне ордена Червоної Зірки училище (Львів)
4. Сімферопольське вище військово-політичне будівельне училище (Сімферополь)

### Ракетні війська стратегічного призначення
- Командно-інженерні

1. Харківське вище військове командно-інженерне училище ракетних військ імені Маршала Радянського Союзу М. І. Крилова (Харків)

### Загальновійськові військові навчальні заклади
- Командні

1. Київське вище загальновійськове командне двічі Червонопрапорне училище імені М. В. Фрунзе[36] (Київ)

### Танкові війська
- Командні

1. Харківське гвардійське вище танкове командне ордена Червоної Зірки училище імені Верховної Ради Української РСР (Харків)

- Інженерні

1. Київське вище танкове інженерне ордена Червоної Зірки училище імені Маршала Радянського Союзу І. Г. Якубовського[37] (Київ)

### Ракетні війська та артилерія
- Командні

1. Одеське вище артилерійське командне ордена Леніна училище[ru] імені М. В. Фрунзе (Одеса)
2. Сумське вище артилерійське командне двічі Червонопрапорне училище імені М. В. Фрунзе (Суми)
3. Хмельницьке вище артилерійське командне училище імені маршала артилерії М. Д. Яковлєва (Хмельницький)

### Війська зв'язку
- Командні

1. Полтавське вище військове командне училище зв'язку імені Маршала Радянського Союзу К. С. Москаленко (Полтава)

- Інженерні

1. Київське вище військове інженерне двічі Червонопрапорне училище зв'язку імені М. І. Калініна (Київ)

### Інженерні війська
- Командні

1. Кам'янець-Подільське вище військово-інженерне командне училище імені маршала інженерних військ В. К. Харченко (Кам'янець-Подільський)

### Війська протиповітряної оборони сухопутних військ
- Академії

1. Військова академія протиповітряної оборони Сухопутних військ імені Маршала Радянського Союзу Василевського О.М. (Київ)

- Командні

1. Полтавське вище зенітне ракетне командне Червонопрапорне училище імені генерала армії М. Ф. Ватутіна (Полтава)

- Інженерні

1. Київське вище зенітне ракетне інженерне ордена Леніна Червонопрапорне училище імені С. М. Кірова (Київ)

### Війська протиповітряної оборони
- Академії

1. Військова інженерна радіотехнічна орденів Жовтневої Революції і Вітчизняної війни академія протиповітряної оборони імені Маршала Радянського Союзу Л. О. Говорова (Харків)

- Командні

1. Дніпропетровське вище зенітне ракетне командне училище протиповітряної оборони (Дніпропетровськ)

- Командно-інженерні

1. Житомирське вище командне ордена Жовтневої Революції, Червонопрапорне училище радіоелектроніки протиповітряної оборони імені Ленінського комсомолу (Житомир)

- Інженерні

1. Київське вище інженерне радіотехнічне училище протиповітряної оборони імені маршала авіації О. І. Покришкіна (Київ)

### Військово-повітряні сили
- Льотні училища[ru]

1. Харківське вище військове авіаційне ордена Червоної Зірки училище льотчиків імені двічі героя Радянського Союзу С. І. Грицевця (Харків)
2. Чернігівське вище військове авіаційне училище льотчиків імені Ленінського Комсомолу (Чернігів)
3. Луганське вище військове авіаційне училище штурманів імені Пролетаріату Донбасу (Луганськ)

- Вищі інженерні училища

1. Київське вище військове авіаційне інженерне училище (Київ)
2. Харківське вище військове авіаційне інженерне Червонопрапорне училище (Харків)
3. Харківське вище військове авіаційне училище радіоелектроніки імені ЛКСМУ (Харків)

- Середні авіаційні технічні училища

1. Васильківське військове авіаційне технічне училище імені 50-річчя ЛКСМУ (Васильків)

### Військово-морський флот
- Командні

1. Чорноморське вище військово-морське ордена Червоної Зірки училище імені П. С. Нахімова (Севастополь)

- Інженерні

1. Севастопольське вище військово-морське інженерне училище[ru] (Севастополь)

### Комітет державної безпеки СРСР
1. Вищі курси КДБ СРСР (Київ)

### Внутрішні війська
- Тилу

1. Харківське вище військове училище тилу МВС СРСР (Харків)

### СуворовськііНахімовськіучилищаМіністерства оборони СРСР
1. Київське Суворовське військове училище

### Підготовчі військові навчальні закладиМіністерства вищої та середньої спеціальної освіти СРСР
1. Республіканська спецшкола-інтернат з поглибленим вивченням російської мови та посиленою військово-фізичною підготовкою (Львів)
2. Спецшкола-інтернат з поглибленим вивченням російської мови та посиленою військово-фізичною підготовкою (Кривий Ріг)